# Siksandsholmen
Siksandsholmen är en ö i Finland. Den ligger i Finska viken och i kommunen Lovisa i landskapet Nyland, i den södra delen av landet. Ön ligger omkring 61 kilometer öster om Helsingfors.
Öns area är 1,7 hektar och dess största längd är 190 meter i nord-sydlig riktning. Närmaste större samhälle är Pernå, 19,0 km norr om Siksandsholmen.